# Santi Celli
Santiago «Santi» Celli (Córdoba, 18 de mayo de 1992[cita requerida]) es un cantante y compositor argentino. Tuvo reconocimiento como parte del dúo Salvapantallas y luego como solista, lanzando su álbum debut Reset en 2020.

## Carrera
El primer proyecto musical de Celli, Cronistas Club, comenzó en 2012 junto a los músicos Erick Fotgman y Franco Stanglino. Lanzaron su primer disco, Indiscreto, en 2013. Este disco tiene letras que apuntan a temáticas sociales cotidianas tratadas con ironía.
Celli comenzó su carrera como parte del dúo Salvapantallas junto a la música Zoe Gotusso, en 2016 en Córdoba. El dúo lanzó su álbum debut en 2018 llamado SMS, el cual fue grabado en los estudios El Mar de Buenos Aires y contó con la participación de Jorge Drexler como invitado especial para una de las canciones del disco. El dúo recibió dos nominaciones en los Premios Gardel de 2019, a Mejor Artista Nuevo y Mejor Álbum – Grupo Pop. En agosto de 2019, Gotusso y Celli decidieron terminar el dúo para seguir carreras solistas realizando una gira de despedida llamada "#HastaluegoSalvapantallas" culminando en su último show como dúo el 2 de noviembre de 2019 en el Teatro Ópera de Buenos Aires.
Celli lanzó "Sincero" el 7 de noviembre de 2019 como el primer sencillo de su primer álbum, seguido por "Gracias x Nada" como el segundo sencillo el 20 de diciembre del mismo año. Su álbum debut Reset fue lanzado el 30 de abril de 2020. En los Premios Gardel de 2021, Celli recibió una nominación a Mejor Álbum Canción De Autor, esta vez como solista.
Celli lanzó su segundo disco, atte. Celli en 2021.Su tercer proyecto discográfico como solista, 3D, fue presentado en 2023.

## Discografía

### Con Salvapantallas
- SMS (2018)

### Como solista
- Reset (2020)
- atte. Celli (2021)
- 3D (2023)

## Premios y nominaciones

### Premios Gardel
| Año  | Categoría                    | Trabajo                  | Resultado | Ref.   |
| ---- | ---------------------------- | ------------------------ | --------- | ------ |
| 2019 | Mejor artista nuevo          | SMS (con Salvapantallas) | Nominado  | [ 5 ]  |
| 2019 | Mejor álbum grupo pop        | SMS (con Salvapantallas) | Nominado  | [ 5 ]  |
| 2021 | Mejor Álbum Canción De Autor | Reset                    | Nominado  | [ 13 ] |
| 2024 | Mejor Álbum Canción De Autor | 3D                       | Nominado  | [ 14 ] |